# Євген Постний
Євген Постний (3 липня 1981) – Ізраїльський шахіст, гросмейстер від 2002 року.

## Шахова кар'єра
Неодноразово представляв свою країну на чемпіонатах світу i Європи серед юнаків, тричі завойовував нагороди: срібну 1999 року в Патрах (ЧЄ до 18 років) i дві бронзові 1999 року в Орпезі (ЧС до 18 років), а також 2001 року в Патрах (ЧЄ до 20-ти років). У 2001 році здобув також звання чемпіона Ізраїлю серед юнаків до 20-ти років.
До успіхів на міжнародних турнірах належать, зокрема:
- посів 1-ше місце в Тель-Авіві (1998),
- двічі поділив 1-ше місце в Будапешті (2002, турнір First Saturday FS06 GM, разом з Левенте Вайдою i турнір Elekes Dezso GM, разом з Гампі Конеру),
- поділив 1-ше місце в Балатонлелі (2003, разом з Марком Блювштейном),
- посів 1-ше місце в Будапешті (2003, турнір First Saturday FS07 GM),
- поділив 2-ге місце в Оломоуці (2004, турнір Skanska Cup, позаду Властіміла Бабули, разом з Віктором Лазнічкою),
- поділив 1-ше місце в Бад-Вісзе (2005, разом із, зокрема, Давидом Барамідзе, Олександром Делчевим, Аріком Брауном i Леонідом Крицем),
- поділив 1-ше місце в Стокгольмі (2005/06, турнір Кубок Рілтона, разом з Нормундсом Мієзісом, Сергієм Івановим, Едуардасом Розенталісом i Томі Нюбаком),
- посів 1-ше місце в Меці (2006),
- поділив 2-ге місце в Лоді (2006, позаду Енріке Мекінга, разом з Левенте Вайдою i Сергієм Федорчуком),
- поділив 1-ше місце в Дрездені (2006, турнір ZMD Open, разом з Олександром Графом i Ігорем Хенкіним)
- поділив 2-ге місце в Лієнці (2007, позаду Рубена Фельгаєра, разом з Петером Хорватом),
- поділив 2-ге місце в Хогевені (2007, позаду Ельтаджа Сафарлі, разом з Фрісо Нейбуром, Яном Верле i Яном Смітсом),
- поділив 1-ше місце в Маалот-Таршисі (2008, міжнародний чемпіонат Ізраїлю, разом з Іллєю Сміріним),
- поділив 2-ге місце в Нойштадті (2008, позаду Томаша Марковського, разом з Олегом Корнєєвим, Робертом Кемпіньським, Алоном Грінфельдом i Леонідом Міловим),
- поділив 1-ше місце в Палеохорі (2008, разом із, зокрема, Альберто Давідом, Мілошем Перуновичем, Стеліосом Халкіасом, Юрієм Криворучко i Мірчою-Еміліаном Пирліграсом),
- поділив 1-ше місце у Вроцлаві (2009, разом із, зокрема, Матеушем Бартелем, Бартошем Соцко i Сергієм Тівяковим),
- посів 1-ше місце в Нансі (2010),
- поділив 1-ше місце в Сараєво (2012, турнір Босна, разом з Віктором Ердьошом i Михайлом Антиповим),
- посів 1-ше місце в Фагернесі (2014)[4],
- посів 1-ше місце в Задарі (2014)[5].

Неодноразово представляв Ізраїль на командних змаганнях, зокрема:
- тричі на шахових олімпіадах (2008, 2012, 2014); медаліст: у командному заліку – срібний (2008)[6],
- двічі на командних чемпіонатах світу (2010, 2011)[7],
- двічі на командних чемпіонатах Європи (2009, 2011); медаліст: в особистому заліку – бронзовий (2011)[8].

Найвищий рейтинг Ело дотепер мав станом на 1 жовтня 2008 року, досягнувши 2674 пунктів, посідав тоді 48-ме місце в світовій класифікації ФІДЕ.

## Зміни рейтингу
| На цьому місці має відображатися графік чи діаграма, однак з технічних причин його відображення наразі вимкнено. Будь ласка, не видаляйте код, який викликає це повідомлення. Розробники вже працюють для того, щоби відновити штатне функціонування цього графіка або діаграми. | |
| | На цьому місці має відображатися графік чи діаграма, однак з технічних причин його відображення наразі вимкнено. Будь ласка, не видаляйте код, який викликає це повідомлення. Розробники вже працюють для того, щоби відновити штатне функціонування цього графіка або діаграми. |